# Lamentacja (teoria literatury)

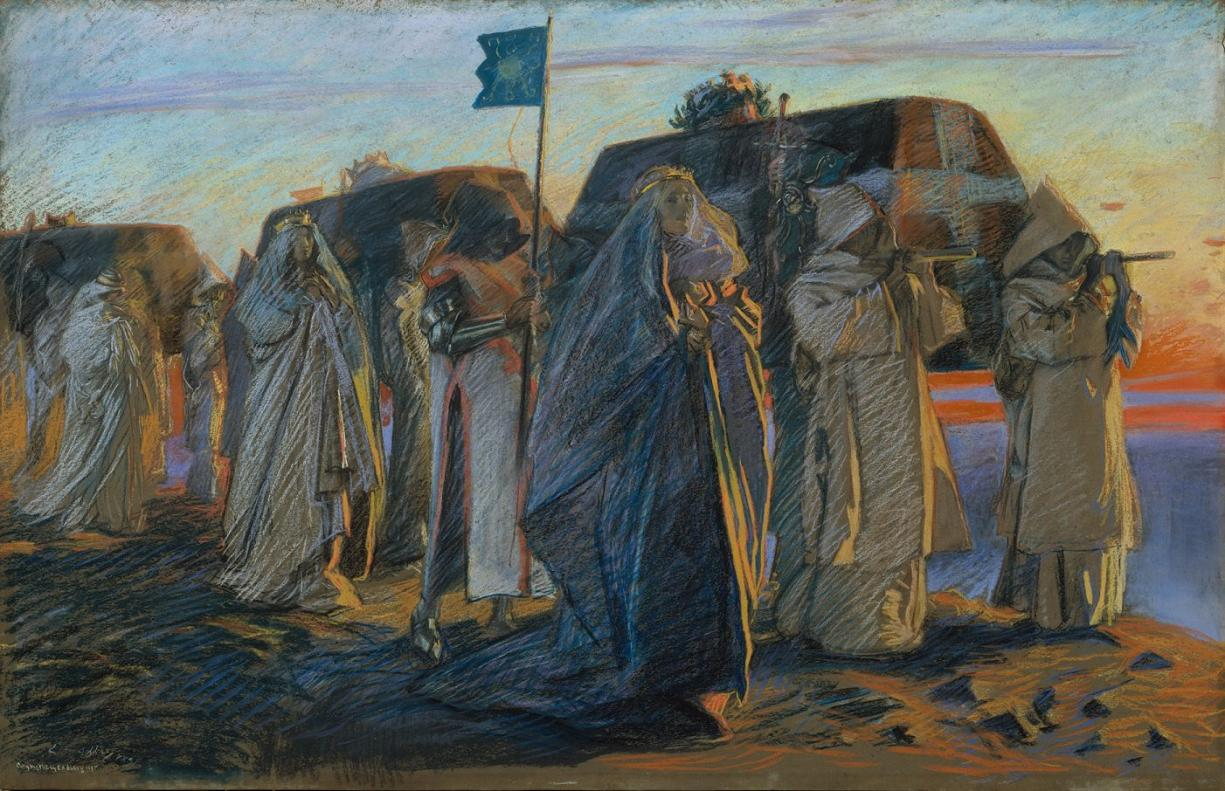
Lamentacja Trzech Królowych; obraz inspirowany sztuką Dwóch szlachetnych krewnych

Lamentacja – utwór poetycki wyrażający żałobę, rozpacz, nieszczęście. Często jego tematem jest bezradność człowieka wobec przeciwieństw losu.
Jako gatunek literacki znany jest już od starożytności. W literaturze polskiej znane są anonimowe tzw. lamenty chłopskie. 

## Przykłady
- Lamentacje Ipuwera
- Lamentacje Jeremiasza
- Treny